# 女同性戀恐懼
女同性戀恐懼（英語：Lesbophobia），簡稱恐女同或恐拉，是指對女同性戀者個人、伴侶、社會群體的仇恨、偏見和歧視，它不僅僅是恐同，更是一種對女性的暴力，特別是異性戀順性別男性，會針對女同志施以性暴力與性騷擾。

## 成因
女同志恐懼症與恐同症之間有著許多地差異，它是厭女與恐同的綜合狀況，通常是因為在父權社會下異性戀順性別男性認為女同志威脅到他們的男性特權，而對女同志感到仇視。這種現象更針對女同志當中較為陽剛的角色(如：俗稱的T、陽剛的部分)，然而這同時也是因為她們被認為在「學男人」，崇尚陽剛，但卻又被認為女人終究是女人，學得不像，也永遠不可能超越男人，卻威脅到男性特權；而陰柔女同志和陽剛女同志交往，因為被認為陽剛女同志是在學男人，所以陰柔女同志其實還是需要男人，但是應該需要「真正的」男人；至於兩個陰柔的女性交往（俗稱的PP戀）則相較不會被仇視，只會被意淫，因為符合部分異性戀男性的性幻想，並且常常出現在異性戀的色情文化中，但是她們的狀態也只是被貶抑為服侍男性凝視的產物。

## 矯正性性侵
許多男性會以「改正對方的性傾向」的名義對女同志施以性暴力，他們認為女性應該服膺於男性支配之下，而女同志，尤其是T完全挑戰了傳統的父權價值，應該被「拯救」或「懲罰」。

## 恐女同的暴力行為
女同志恐懼症有時候會透過暴力犯罪行為的方式呈現，包括矯正性強姦甚至是謀殺。在2007年7月的南非，Sizakele Sigasa(一名居住在索維托的女同運動者)和她的夥伴Salome Masooa遭到強姦、折磨以及謀殺，南非的性少數組織指稱這是於恐女同驅使的。另外兩件強姦/謀殺案發生在南非的2007年6月：Simangele Nhlapo，愛滋病陽性支持團體成員，和她的兩歲女兒遭到強姦以及謀殺；以及16歲的Madoe Mafubedu，遭到強姦以及捅死。
在2006年，19歲的Zoliswa Nkonyana，因為女同志的公開身分在開普敦的城鎮卡雅利沙遭到4名男子石頭砸死以及捅死。南非國家女子足球隊的足球員尤迪·西梅拉內以及LGBT活動者Noxolo Nogwaza在KwaThema的城鎮豪登省遭到強姦以及謀殺。